# 2002 у Тернополі
| Роки в Тернополі: ← · 2000 · 2001 · 2002 · 2003 · 2004 · 2005 · 2006 · 2007 · 2008 · 2009 · 2010 · 2011 · 2012 · 2013 · 2014 · 2015 · 2016 · 2017 · 2018 · 2019 · 2020 · 2021 · 2022 · 2023 · 2024 Див. також: XIX століття · XX століття |

## Події
- 25 листопада — освячено церкву святого священномученика Йосафата УГКЦ на вул. Володимира Лучаківського.

## З'явилися

Пам'ятник Данилові Галицькому

- у сквері імені Шевченка встановлено скульптурну композицію «Випадкова зустріч», яку місту подарував американець Джон Звожек.
- 5 жовтня на Майдані Волі відкрито пам'ятник Данилові Галицькому, скульптор — Борис Рудий, архітектор — Олександр Міщук.